# Higher Than the Sun (Keane)
Higher Than the Sun è un singolo del gruppo musicale britannico Keane, pubblicato il 27 settembre 2013 come primo estratto dalla raccolta The Best of Keane.

## Descrizione
Insieme al successivo singolo Won't Be Broken, Higher Than the Sun è uno dei due inediti contenuti all'interno della raccolta ed è stato descritto come «un brano allegro ed incisivo con la voce caratteristica di Tom Chaplin e un ritornello indimenticabile».

## Pubblicazione
Il singolo ha ricevuto un'anteprima radiofonica il 27 settembre sull'emittente radiofonica britannica BBC Radio 2, data in cui è stato pubblicato l'audio sul canale YouTube ufficiale del gruppo. Il giorno successivo, il brano è stato reso disponibile per l'acquisto sull'iTunes Store all'interno del preordine digitale della raccolta e singolarmente per il download digitale negli altri negozi di musica.
Nel mese di novembre il gruppo, in collaborazione con la Creative Allies, ha lanciato un concorso rivolto ai fan per creare un'ipotetica copertina dell'edizione 45 giri del singolo. Il disegno vincitore è stato quello della fan Aline Shinzato.

## Tracce
1. Higher Than the Sun – 3:21